# Ściana dotykowa
Ściana dotykowa – dydaktyczny element stymulacji sensorycznej w formie ściany, wykorzystywany przede wszystkim w terapii i nauczaniu osób niewidomych, zwłaszcza dzieci.
Ściany dotykowe wykonuje się najczęściej z kamienia naturalnego i mają one wymiary zbliżone do: dwóch metrów wysokości, czterech metrów długości i 20 cm szerokości. Powierzchnia ściany ma zróżnicowaną fakturę (gładka – chropowata), a jej ustawienie powinno uwzględniać częściowe nasłonecznienie i cień w ciągu dnia. Powyższe umożliwia osobom niewidomym dotykowe i węchowe odczuwanie różnic pomiędzy kamieniem nagrzanym i zimnym, a także wyczuwanie różnic faktury i wykończenia obiektu. Dydaktykę prowadzi się przy użyciu dłoni, całego ciała i węchu.